# Trzebicko (gromada)
Trzebicko – dawna gromada, czyli najmniejsza jednostka podziału terytorialnego Polskiej Rzeczypospolitej Ludowej w latach 1954–1972.
Gromady, z gromadzkimi radami narodowymi (GRN) jako organami władzy najniższego stopnia na wsi, funkcjonowały od reformy reorganizującej administrację wiejską przeprowadzonej jesienią 1954 do momentu ich zniesienia z dniem 1 stycznia 1973, tym samym wypierając organizację gminną w latach 1954–1972.
Gromadę Trzebicko z siedzibą GRN w Trzebicku utworzono – jako jedną z 8759 gromad na obszarze Polski – w powiecie milickim w woj. wrocławskim, na mocy uchwały nr 22/54 WRN we Wrocławiu z dnia 2 października 1954. W skład jednostki weszły obszary dotychczasowych gromad Trzebicko, Góry, Trzebicko Dolne i Wężowice oraz przysiółki Dzierzgów i Sredzina z dotychczasowej gromady Godnowa ze zniesionej gminy Cieszków, a także obszary dotychczasowych gromad Jankowa i Tworzymirki ze zniesionej gminy Gądkowice – w tymże powiecie. Dla gromady ustalono 11 członków gromadzkiej rady narodowej.
1 stycznia 1960 gromadę zniesiono, a jej obszar włączono do gromad: Cieszków (wsie Trzebicko, Trzebicko Dolne bez przysiółka Średzina, Góry, Jankowa i Weżowice), Gądkowice (wieś Tworzymirki) i Sławoszowice (przysiółek Średzina wsi Trzebicko Dolne) w tymże powiecie.